# آیومو هوسودا
آیومو هوسودا (ژاپنی: 細田 歩夢؛ زادهٔ ۱۴ آوریل ۱۹۹۸) یک بازیکن فوتبال اهل ژاپن است.
از باشگاه‌هایی که در آن بازی کرده‌است می‌توان به باشگاه فوتبال گاینار توتوری اشاره کرد.